# Toposz (irodalom)
A toposz egyfajta irodalmi vándortéma, vagy gyakran visszatérő motívum, mely újból és újból azonos (hasonló) értelemben jelenik meg a legkülönbözőbb korokban, legkülönbözőbb szerzők műveiben. Például évszakszimbolika: az ősz a pusztulás, az öregedés, a tél a halál, a tavasz a fiatalság vagy az újjászületés szimbóluma.
Hivatalos definíció szerint a toposz „közismert, közkinccsé vált, különböző korokon átívelő költői kép, írói fordulat, cselekményelem. A hozzá kapcsolódó képzetek is mindig rokon jellegűek (eső=bánat, fürdés=múlttól való megtisztulás). A modern irodalomtudomány szóhasználatában a toposz az irodalmi művek sorában fellépő azonos vagy hasonló jelentésű szövegrész, visszatérő kifejezés, klisé, séma, alkotói felfogás, szemléletmód.”
Példa a görög hübrisz, a latin Mammon és a francia  A fösvény a mohóság jellemhibára vonatkozik. 